# Peter Hlinka
Peter Hlinka (Prešov, Checoslovaquia, 5 de diciembre de 1978) es un futbolista eslovaco, que se desempeña como mediocampista y que actualmente milita, en el SC Wiener Neustadt de la Bundesliga de Austria.

## Clubes
| Club               | País            | Año           |
| ------------------ | --------------- | ------------- |
| Tatran Prešov      | República Checa | 1996-2000     |
| Sturm Graz         | Austria         | 2000-2001     |
| SC Bregenz         | Austria         | 2001-2004     |
| Rapid Viena        | Austria         | 2004-2007     |
| F. C. Augsburgo    | Alemania        | 2007-2008     |
| Sturm Graz         | Austria         | 2008-2010     |
| Austria Viena      | Austria         | 2010-2012     |
| SC Wiener Neustadt | Austria         | 2012-presente |

## Selección nacional
Ha sido internacional con la Selección de fútbol de Eslovaquia, ha jugado 28 partidos internacionales por dicho seleccionado y ha anotado solo un gol.